# Octodiplosis bispina
Octodiplosis bispina är en tvåvingeart som beskrevs av Sharma 1987. Octodiplosis bispina ingår i släktet Octodiplosis och familjen gallmyggor. Inga underarter finns listade i Catalogue of Life.